# ملعب شيرلي
ملعب شيرلي هو ملعب متعدد الاستخدام يقع في رود تاون عاصمة الجزر العذراء البريطانية . غالبا ما يتم استخدامه لمباريات كرة القدم . يسع الملعب لجلوس ألفين متفرج . يعتبر الملعب الرسمي الذي يخوض فيه منتخب الجزر العذراء البريطانية مبارياته الدولية .